# Carmine Nicolao Caracciolo
Pour les articles homonymes, voir Caracciolo.
Carmine Nicolao Caracciolo ou Carmine Niccolò Caracciolo de Santobuono (5 juillet 1671 , Bucchianico – 26 juillet 1726, Madrid) est un homme politique et monarque espagnol et italien. Né dans une des familles nobles les plus importantes du royaume de Naples, il hérita du titre de prince de Santobuono et obtint celui de grand d'Espagne en 1694. Après une période littéraire d'une dizaine d'années, il entre dans les bonnes grâces du roi Philippe V d'Espagne qui le nomme ambassadeur à Rome puis à Venise entre 1701 et 1711. En 1716, il devient vice-roi du Pérou, charge qu'il garde jusqu'en 1720, six ans avant sa mort. Il est également le père du cardinal Giovanni Costanzio Caracciolo.

## Biographie

### Jeunesse
Carmine Carcciolo naît en 1671 à Bucchianico, village des Abruzzes, dans la famille Caracciolo de Santobuono, une des lignées les plus puissantes du royaume de Naples. Il est le fils de Marino V Caracciolo (1646-1694), prince de Santobuono et seigneur de nombreux autres fiefs en Italie du Sud qui avait également été grand sénéchal du royaume de Naples, et de Giovanna Caracciolo, fille du prince Giuseppe Caracciolo de Torella.
Carmine passe une grande partie de sa jeunesse dans les fiefs paternels de Castel di Sangro et de Bucchianico. Il y est éduqué selon les principes de la noblesse napolitaine de l'époque. Sa mère a une importante influence sur lui. Elle lui procure une éducation libérale et lui enseigne la poésie et le théâtre.
À la mort de son père en 1694, il hérite des titres de 5e prince de Santobuono, de duc de Castel di Sangro, de 8e marquis di Bucchianico, de comte de Capracotta et de Schiavi, de baron de Castellone, de Fraiano, de Belmonte, de Roccaspinalveti, de Monteferrante, de Lupara, de Calcasacco delle Fraine, de Moro, de San Vito, de Roccaraso, de Frisa Grandinara, de Castel Collalto et de Gaudioso. La même année, il est aussi nommé grand d'Espagne ainsi que patricien napolitain et grand sénéchal du royaume de Naples.

### Période littéraire
Sous l'influence de sa mère, Carmine écrit à l'âge de 14 ans une pièce de théâtre tragique, Costanzatrionfante, qui obtient un court succès auprès de la cour du royaume. Entre 1685 et 1695, il se dédie totalement à son activité littéraire. Il rédige de nombreux sonnets, inspiré notamment par Pétrarque, ainsi que des tragédies et des comédies. Il s'attire la sympathie des grands intellectuels napolitains qui l'introduisent dans le milieu littéraire de l'époque. Vers 1690, il devient président de l'Académie des Furieux (Accademia degli Infuriati en italien) qui réunissait à l'époque des lettrés, des nobles et des avocats autour de la littérature. Pendant l'été 1691, il se rend dans ses propriétés de Agnone où il fonde l'Académie des Incultes (Accademia degli Inculti en italien). Son activité littéraire s'arrête finalement avec la mort de son père en 1694.

### Ambassadeur à Rome et à Venise
En 1695, peu de temps après que le titre de grand d'Espagne lui a été conféré, il épouse Giovanna Costanza Ruffo (1679-1715), de la famille Ruffo di Calabria et fille du duc de Bagnara. Ils ont 14 enfants : Marino VI, né en 1696 ; Giovanna Irene, née en 1697 ; Ferdinando, né en 1698 ; Riccardo, né en 1699 ; Maria Luisa, née en 1701 ; Giovanni Antonio, né en 1702 ; Giacomo, né en 1704 ; Giulia Litteria, née en 1705 ; Enrichetta, née en 1707 ; Giuseppa Antonia, née en 1708 ; Tecla, née en 1710 ; Filippo Luigi, né en 1713 ; Emilia, née en 1715 ; et le futur cardinal Giovanni Costanzo, né également en 1715.
La mort du roi Charles II en 1700 donne naissance à un conflit pour le trône de Naples et de Sicile. Carmine se rapproche alors de la faction qui souhaite l'arrivée sur le trône de la famille des Bourbons d'Espagne. Lorsque le roi Philippe V d'Espagne devient roi, Caracciolo est récompensé en obtenant la protection royale. Il doit alors aller à Nice rencontrer la future reine Marie-Louise-Gabrielle de Savoie et l'amener auprès du roi à la cour de Madrid, mais il reçoit l'ordre d'aller à Rome en tant qu'ambassadeur extraordinaire auprès du Pape. Il y reste 4 mois, d'octobre 1701 à février 1702.
Une fois sa mission terminée, il revient auprès du roi et rentre dans ses bonnes grâces. Il part avec lui pour Milan et obtient la promesse d'être nommé ambassadeur ordinaire auprès de la république de Venise : le 20 juin 1703, il succède à Giovanni Bazan et reçoit la charge d'ambassadeur de Naples à Venise. Après un voyage assez difficile et de nombreux contretemps, il arrive à Venise et prend ses fonctions en juillet 1704. Durant les 7 années qu'il y passe, de 1704 à 1711, il s’emploie à révéler un scandale d'espionnage du royaume de Naples par la noblesse vénitienne. Il découvre également en 1706 une tentative d'invasion du sud de l'Italie par l'empire d'Autriche avec l'aide de certains ministres napolitains corrompus. Pourtant, les autrichiens réussissent quand même l'invasion de Naples et confisquent les biens de Caracciolo après l'avoir condamné à mort par contumace. En juin 1711, il fuit donc Venise pour Madrid, où le roi Philippe V l’accueille avec faste pour le remercier de sa loyauté.

### Période péruvienne et décès
Le roi Philippe V le nomme vice-roi du Pérou en 1711 mais, à cause du manque de sûreté du voyage, de la confusion administrative qui régnait à l'époque en Espagne et des problèmes de santé dont souffrait Carmine Caracciolo, le départ est décalé de plusieurs années : ce n'est que le 13 novembre 1715 qu'il part de Cadix pour arriver à Carthagène des Indes, en Colombie, le 9 janvier 1716. Durant la traversée, il perd sa femme qui meurt en accouchant de leur dernier enfant. Arrivé à Lima, capitale de la vice-royauté du Pérou, il est investi de la charge de vice-roi. Il se heurte rapidement à la difficulté de gouverner un territoire aussi vaste (la vice-royauté comprenait à l'époque toute l'Amérique du Sud, mis à part le Brésil). Il propose alors la fondation d'une seconde vice-royauté pour déléguer le pouvoir. L'idée est accueillie favorablement par le roi d'Espagne et, en 1717, la vice-royauté de Nouvelle-Grenade, dans le nord de l'Amérique du Sud, est fondée. Il s'attaque également à la contrebande, favorisée par l'Angleterre et la France, améliore les services maritimes entre le continent européen et le Nouveau Monde et lutte contre la corruption des fonctionnaires et la diffusion d'épidémies parmi les indigènes. En 1720, son mandat de vice-roi se termine, mais il ne rentre en Europe qu'en juillet 1721.
Il s'établit alors à Madrid, où il épouse Isabelle Martinez y Luzzitys qui lui donne deux filles, toutes deux futures sœurs célestines dans des couvents espagnols : Maria Eleonora Teresa (née en 1724 à Guadalajara) et Silvia Matilde.
Il décède à Madrid le 26 juillet 1726.